# Al Pease
Victor Alan Pease, detto Al (Darlington, 15 ottobre 1921 – Sevierville, 4 maggio 2014), è stato un pilota automobilistico canadese.

## Carriera
Considerato uno dei piloti canadesi più vincenti tra gli anni '50 e '60, Al Pease prese parte sia a gare di durata che a gare con monoposto.
Durante la sua carriera riuscì a prendere parte anche a tre edizioni del Gran Premio del Canada, tra il 1967 e il 1969.
Nella sua prima apparizione in Formula 1 terminò la gara ma fu considerato ugualmente come non classificato in quanto non aveva percorso la distanza minima prevista (fu doppiato 43 volte da Jack Brabham). Nella seconda, dopo essersi regolarmente qualificato scelse di non partire a causa di problemi alla macchina e nella sua ultima partecipazione, nel 1969, stabilì il primato di essere il primo (e finora unico) pilota ad essere squalificato perché troppo lento durante la gara.
Ormai vicino ai 50 anni, Pease continuò la sua carriera in Formula 5000 e in Formula A, vincendo una gara ad Harewood, la sua ultima in carriera.
Possedeva uno studio di grafica pubblicitaria.

### Risultati in Formula 1
| 1967 | Scuderia    | Vettura |  |  |  |  |  |  |  |    |  |  |  |  | Punti | Pos. |
| ---- | ----------- | ------- |  |  |  |  |  |  |  | -- |  |  |  |  | ----- | ---- |
| 1967 | Castrol Oil | Eagle   |  |  |  |  |  |  |  | NC |  |  |  |  | 0     |      |

| 1968 | Scuderia    | Vettura |  |  |  |  |  |  |  |  |  |    |  |  | Punti | Pos. |
| ---- | ----------- | ------- |  |  |  |  |  |  |  |  |  | -- |  |  | ----- | ---- |
| 1968 | Castrol Oil | Eagle   |  |  |  |  |  |  |  |  |  | NP |  |  | 0     |      |

| 1969 | Scuderia    | Vettura |  |  |  |  |  |  |  |  |    |  |  |  | Punti | Pos. |
| ---- | ----------- | ------- |  |  |  |  |  |  |  |  | -- |  |  |  | ----- | ---- |
| 1969 | John Maryon | Eagle   |  |  |  |  |  |  |  |  | SQ |  |  |  | 0     |      |

| Legenda | 1º posto     | 2º posto | 3º posto    | A punti         | Senza punti/Non class.  | Grassetto – Pole position Corsivo – Giro più veloce |
| Legenda | Squalificato | Ritirato | Non partito | Non qualificato | Solo prove/Terzo pilota | Grassetto – Pole position Corsivo – Giro più veloce |